# Otto Sill (Ingenieur)
Otto Adolf Ernst Sill (* 10. September 1906 in Calw; † 1. März 1984 in Hamburg) war ein deutscher Bauingenieur. Von 1964 bis 1971 bekleidete er das Amt des Oberbaudirektors in Hamburg.

## Leben

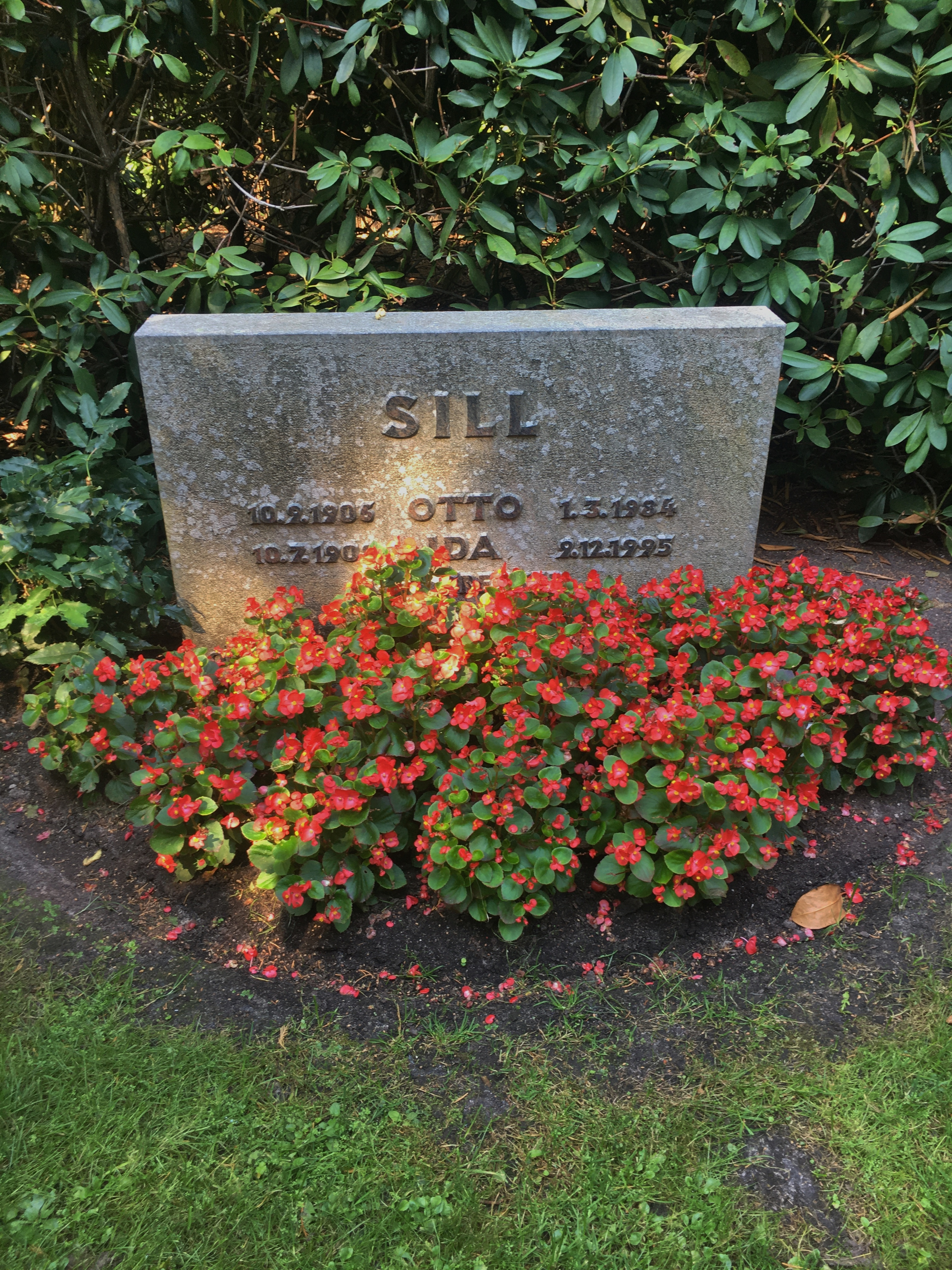
Grabstätte Otto Sill auf dem Friedhof Ohlsdorf

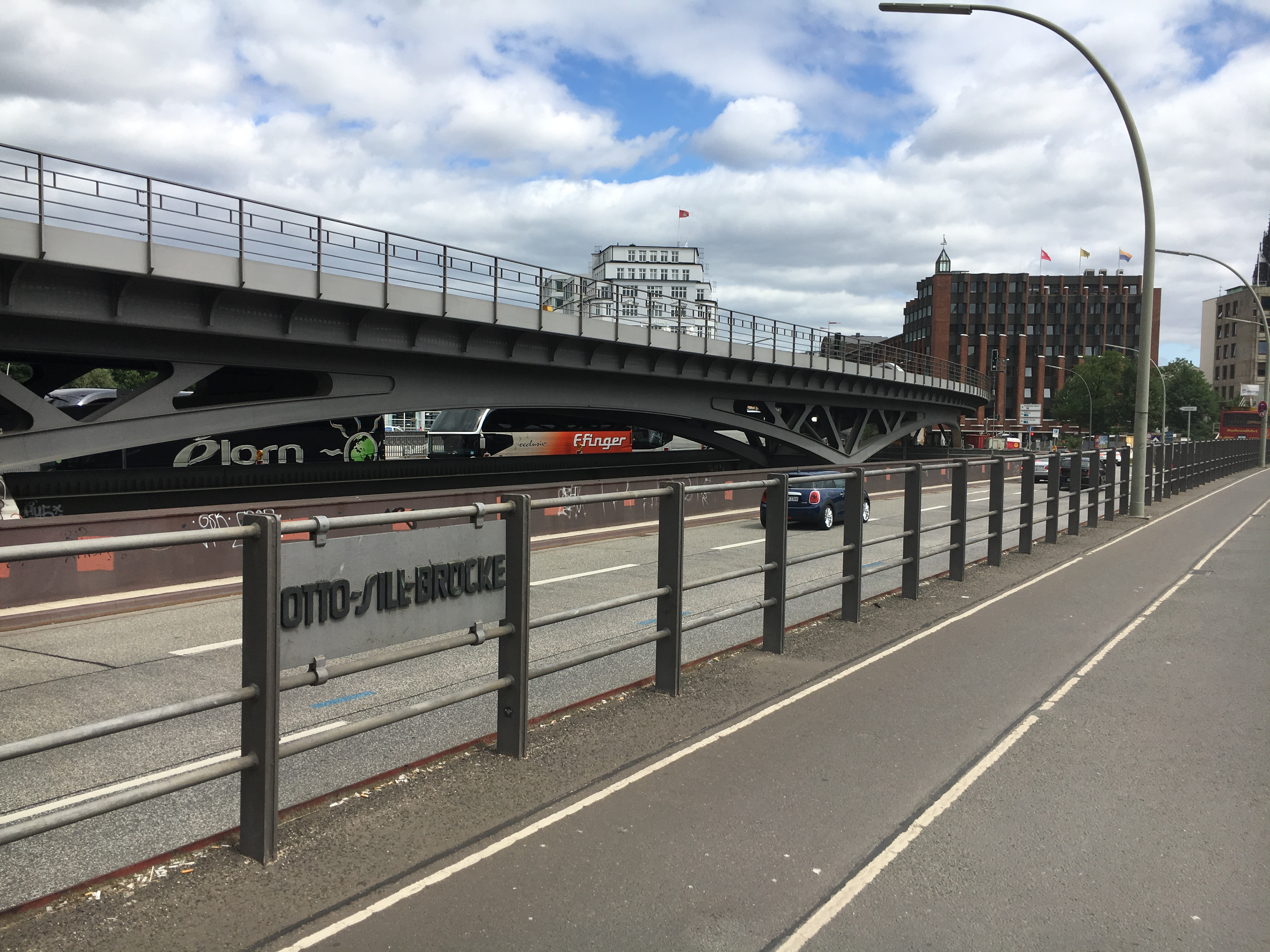
Otto-Sill-Brücke

Otto Sill wurde als Sohn des Kaufmanns Ernst Karl Ewald Sill und seiner Frau Luise Friederike geb. Eisenhardt geboren. 1931 schloss er sein Studium an der Technischen Hochschule Darmstadt als Diplom-Ingenieur ab und wechselte in den hessischen Staatsdienst. Während seiner dortigen Ausbildung zum Regierungsbauführer im Wasser-, Straßen- und Brückenbau war er unter anderem an den Planungen für den Bau der HaFraBa-Autobahn beteiligt. 1934 ging Sill nach Halle (Saale) und arbeitete in der Obersten Bauleitung der Reichsautobahnen. Weitere berufliche Stationen waren ab 1936 Königsberg und von 1937 bis 1941 das Technische Landesamt in Ludwigsburg.
1941 kam Sill als Baurat nach Hamburg und war zunächst mit dem Bau von Luftschutzbunkern betraut. Nach Kriegsdienst und kurzer Gefangenschaft konnte er seine Tätigkeit in der Baubehörde wieder aufnehmen, wo er Ende 1947 die Leitung der Hauptabteilung Verkehrsanlagen des Tiefbauamtes übernahm. 1949 zum Oberbaurat befördert, leitete Sill von 1951 bis 1964 das Tiefbauamt der Hansestadt. Weitere Ernennungen erfolgten 1952 (Baudirektor), 1953 (Erster Baudirektor) und 1964 (Oberbaudirektor). Daneben lehrte er an der Technischen Hochschule Braunschweig, wo er 1956 zum Honorarprofessor ernannt wurde.
Otto Sill starb 77-jährig in Hamburg und wurde auf dem Friedhof Ohlsdorf im Planquadrat Q 6/7–8 beigesetzt. 1988 erhielt die Brücke über das Alsterfleet in Höhe seiner Einmündung in den Binnenhafen den Namen Otto-Sill-Brücke.

## Wirken in Hamburg
Nach 1945 war Otto Sill maßgeblich am Wiederaufbau Hamburgs beteiligt. So fallen in seine Amtszeit  der Bau der Neuen Lombardsbrücke (heute Kennedybrücke) und der  Ost-West-Straße  sowie der Südlichen Umgehung Hamburg, ein Teilstück der Bundesautobahn 1. Weitere Projekte waren das Klärwerk Köhlbrandhöft und die Luftwerft für die Deutsche Lufthansa, ferner der Bau der U-Bahn-Linie-1 zwischen den Stationen Jungfernstieg und Wandsbek-Gartenstadt. Nach der Sturmflut vom Februar 1962 war Sill darüber hinaus am Aufbau eines verbesserten Deichsystems beteiligt.

## Mitgliedschaften
Zum 1. Mai 1933 trat Sill in die NSDAP ein (Mitgliedsnummer 2.175.180). Darüber hinaus war er Mitglied mehrerer Organisationen. Am 31. März 1934 wurde er Mitglied im Nationalsozialistischen Kraftfahrkorps. Seit April 1935 gehörte er der NSV an, im Dezember 1936 wurde er Mitglied der DAF. Im Januar 1938 trat Sill dem NS-Altherrenbund bei und im April 1941 dem Reichsbund der deutschen Beamten. Führungspositionen habe er nach eigenen Angaben in keiner Organisation innegehabt.
Nach Ende des Zweiten Weltkriegs gehörte Sill erneut mehreren Gesellschaften und Vereinen an, so dem Architekten- und Ingenieurverein Hamburg, der Forschungsgesellschaft für Straßen- und Verkehrswesen (hier ab 1955 im Vorstand), der Deutschen Verkehrswissenschaftlichen Gesellschaft und der Deutschen Akademie für Städtebau und Landesplanung. Ab 1968 arbeitete er für das Bundesverkehrsministerium im wissenschaftlichen Beirat der Gruppe Verkehrstechnik.